# Hiempsal II
Hiempsal II[carece de fontes?] ou Hiêmpsal II foi um rei da Numídia.
Pompeu foi enviado à África por Sula para lutar contra Domício, um antigo aliado de Mário que havia cruzado para a África com uma grande força e havia se transformado de exilado em tirano. Após derrotar e matar Domício, Pompeu derrotou o rei Iarbas,  aliado de Domício, entregando seu reino a Hiempsal.
Hiempsal havia sido expulso do reino pelos númidas. Aproveitando a boa sorte e o momento das suas tropas, Pompeu invadiu a Numídia, e conquistou todas as cidades dos bárbaros; declarando que até mesmo as feras africanas em seus lares deveriam experimentar a coragem e a força dos romanos, Pompeu passou vários dias caçando leões e elefantes.
Hiempsal foi restaurado com rei por Pompeu. Por esta vitória, Pompeu celebrou um triunfo, mesmo sendo muito jovem  (ele tinha vinte e quatro anos de idade)  e da ordem equestre.
Ele foi o pai de Juba I.